# Hạm đội Đông Hải

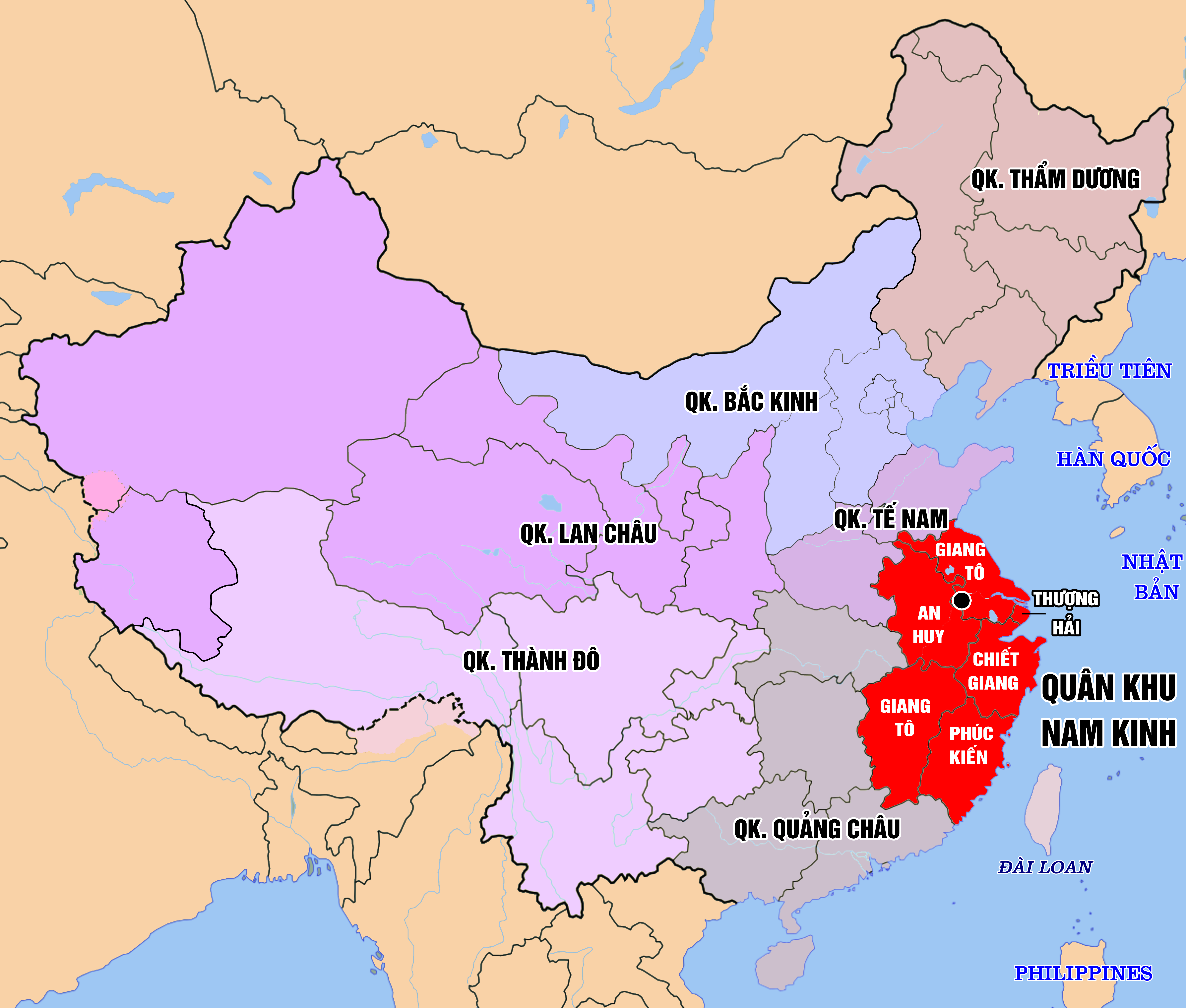
Hạm đội Đông Hải quản lý vùng biển các tỉnh thuộc quân khu Nam Kinh

Hạm đội Đông Hải là lực lượng hải quân được hình thành đầu tiên của Cộng hòa Nhân dân Trung Hoa vào ngày 23 tháng 4 năm 1949, và có căn cứ ban đầu tại Thượng Hải. Quân khu quản lý các vùng biển thuộc các tỉnh Giang Tây, Thượng Hải, Chiết Giang và Phúc Kiến. Hạm đội là một bộ phận của Hải quân Quân giải phóng Nhân dân Trung Quốc và hiện trụ sở của hạm đội đã được chuyển tới Ninh Ba, Chiết Giang. Hạm đội này đã từng được sử dụng để hỗ trợ Quân Giải phóng Nhân dân Trung Quốc xâm chiếm đảo Nhất Giang Sơn do Trung Hoa Dân Quốc quản lý vào năm 1955. Hạm đội cũng từng tham gia vào nhiều trận chiến khác chống lại quân đội Đài Loan. Hạm đội cũng từng có các hoạt động hỗ trợ cho Hạm đội Nam Hải trong các vụ xung đột với quân đội nhân dân Việt Nam, đặc biệt trong những năm 1980. Hiện nay, các mối ưu tiên của hạm đội là:
- Lực lượng quân sự Hoa Kỳ đóng tại Okinawa, Nhật Bản.
- Lực lượng Phòng vệ Bờ biển Nhật Bản, nhất là bảo vệ đảo Điếu Ngư
- Lực lượng quân đội Đài Loan. Cảnh giác với Đài Loan độc lập.

## Căn cứ hải quân chính
- Trụ sở hạm đội tại Ninh Ba
- Căn cứ hải quân Thượng Hải
- Căn cứ hải quân Tượng Sơn
- Căn cứ hải quân Chu San
- Căn cứ hải quân Phúc Kiến